# 国际社会科学理事会
国际社会科学理事会（英文：International Social Science Council，ISSC），是一个与联合国教科文组织（UNESCO）有正式协作关系的非政府组织。ISSC的主要目是促进社会科学及其对于当代主要问题的应用，其手法是在国际区域组织的水平上，让社会科学家和社会科学组织之间合作。
国际科学理事会 (International Council for Science, ICSU）和国际社会科学理事会（International Social Science Council，ISSC）于2018年合并为國際科學理事會 (ISC)。